# محافظة شنبيونغ
محافظة سينبونغ هي محافظة تقع في هوانغهاي الشمالية، كوريا الشمالية.